# Autochloris dexamene
Autochloris dexamene är en fjärilsart som beskrevs av Druce 1897. Autochloris dexamene ingår i släktet Autochloris och familjen björnspinnare. Inga underarter finns listade i Catalogue of Life.